# ...Like a Bolt of Lightning
…Like a Bolt of Lightning é o EP de estreia da banda de rock norte-americana Juliette and the Licks, lançado em 22 de fevereiro de 2005.
| Críticas profissionais                                                      | Críticas profissionais |
| Avaliações da crítica                                                       | Avaliações da crítica  |
| Fonte                                                                       | Avaliação              |
| --------------------------------------------------------------------------- | ---------------------- |
| allmusic                                                                    | (sem avaliação)        |
| Esta tabela precisa de ser acompanhada por texto em prosa. Consulte o guia. |                        |

## Faixas
| N.º | Título                      | Duração |  |
| 1.  | "Shelter Your Needs"        | 3:58    |  |
| 2.  | "Comin' Around"             | 2:53    |  |
| 3.  | "Got Love to Kill"          | 3:45    |  |
| 4.  | "20 Year Old Lover"         | 3:35    |  |
| 5.  | "American Boy"              | 3:42    |  |
| 6.  | "I Am My Father's Daughter" | 4:23    |  |